# Chon Daen (huyện)
Chon Daen (tiếng Thái: ชนแดน) là một huyện (amphoe) ở phía tây của tỉnh Phetchabun, phía bắc Thái Lan.

## Lịch sử
Tiểu huyện Chon Daen (King Amphoe) được lập năm 1917. Tiểu huyện đã được chính thức nâng cấp thành huyện năm 1956.

## Địa lý
Các huyện giáp ranh (từ phía bắc theo chiều kim đồng hồ) là Wang Pong, Mueang Phetchabun, Nong Phai và Bueng Sam Phan của tỉnh Phetchabun, Nong Bua của tỉnh Nakhon Sawan,  Dong Charoen và Tap Khlo của tỉnh Phichit.

## Hành chính
Huyện này được chia thành 9 phó huyện (tambon), các đơn vị này lại được chia ra thành 125 làng (muban). Có ba thị trấn (thesaban tambon) - Chon Daen nằm trên một phần của tambon Chon Daen, phần Dong Khui của tambon Dong Khui và Takut Rai, và Tha Kham nằm trên một phần của tambon Tha Kham. Có 9 Tổ chức hành chính tambon.
| 1.  | Chon Daen  | ชนแดน   |  |
| 2.  | Dong Khui  | ดงขุย    |  |
| 3.  | Tha Kham   | ท่าข้าม   |  |
| 4.  | Phutthabat | พุทธบาท  |  |
| 5.  | Lat Khae   | ลาดแค   |  |
| 6.  | Ban Kluai  | บ้านกล้วย |  |
| 8.  | Sap Phutsa | ซับพุทรา  |  |
| 9.  | Takut Rai  | ตะกุดไร  |  |
| 10. | Sala Lai   | ศาลาลาย |  |